# Cnephasitis sapana
Cnephasitis sapana es una especie de polilla de la familia Tortricidae. Fue descrito por primera vez por Józef Razowski en 2008. Se encuentra al norte de Vietnam.

## Descripción
La envergadura es de aproximadamente 26 mm. El color de fondo de las alas anteriores es gris pálido. Las manchas a lo largo de los bordes de las alas son de color gris oscuro. Las marcas son grises con marcas negras. Las alas traseras son de color crema grisáceo. El color de fondo de las alas anteriores de las hembras es gris con manchas, puntos y estrígulas más oscuras (rayas finas). Las marcas son de color gris oscuro con algunos puntos más oscuros.

## Etimología
El nombre se refiere a la localidad tipo.